# District de Bunda
Pour les articles homonymes, voir Bunda.

Localisation du district de Bunda

Bunda est  l'un des cinq districts de la région de Mara, au nord de la Tanzanie.
En 2012 la population du district était de 335,061 habitants.